# Биково-Гребельська сільська рада
| Биково-Гребельська сільська рада — орган місцевого самоврядування у Білоцерківському районі Київської області з адміністративним центром у с. Бикова Гребля. Історична дата утворення: в 1921 році. Сільській раді підпорядковані населені пункти: - с. Бикова Гребля - с. Черкас |

## Склад ради
Рада складається з 16 депутатів та голови.

### Керівний склад ради
| ПІБ                          | Основні відомості                              | Дата обрання | Дата звільнення |
| ---------------------------- | ---------------------------------------------- | ------------ | --------------- |
| Курінний Віктор Валентинович | Сільський голова, 1959 року народження, освіта | 26.03.2006   | 31.10.2010      |

Примітка: таблиця складена за даними джерела